# Plakortis japonica
Plakortis japonica är en svampdjursart som först beskrevs av Kazuo Hoshino 1977.  Plakortis japonica ingår i släktet Plakortis och familjen Plakinidae. Inga underarter finns listade i Catalogue of Life.